# Inneres Auge (singolo)
Inneres Auge è un singolo del cantautore italiano Franco Battiato, pubblicato il 30 ottobre 2009 dalla Universal Music come estratto dall'omonimo album.
Il brano venne pubblicato in anteprima sul sito del mensile la Repubblica XL il 23 ottobre.

## Video musicale
Il videoclip, diretto da Battiato, venne caricato su YouTube il 10 novembre.

## Tracce
1. Inneres Auge – 3:45 (testo: Franco Battiato e Manlio Sgalambro – musica: Franco Battiato)